# 中原謙二
中原 謙二（なかはら けんじ）は、日本の俳優。

## 出演作品

### テレビ
- 怪傑ハリマオ（1960年 - 1961年、ドンゴロスの松）

### 映画
参考
- ブンガワンソロ(1951年、憲兵上等兵A)
- 戦艦大和(1953年、片山少尉)
- 巌ちゃん先生行状記 処女合戦（1954年、酒井俊夫）
- 大岡政談・妖棋伝 (前篇) 白蝋の仮面（1954年、三好典膳）
- 大岡政談・妖棋伝 (後篇) 地獄谷の対決（1954年、三好典膳）
- トラン・ブーラン 月の光（1954年、斎藤上等兵）
- 日本敗れず（1954年、古川近衛参謀）